# Pachira robynsii
Pachira robynsii är en malvaväxtart som först beskrevs av Julian Alfred Steyermark och W.D. Stevens, och fick sitt nu gällande namn av W.S. Alverson. Pachira robynsii ingår i släktet Pachira och familjen malvaväxter. Inga underarter finns listade i Catalogue of Life.